# Karlovačka pivovara
Karlovačka pivovara je osnovana 1854., a jedan od osnivača bio je mađarski barun Nikola Vranyczany. U prošlom je stoljeću pivovara svojim odličnim proizvodima, pogotovo Karlovačkim pivom, zauzela posebno mjesto lokalnom stanovništvu.
Novije razdoblje u poslovanju pivovare, koja se tada zvala Karlovačka pivovara, počinje 1. travnja  2003. godine. Tada je Heineken međunarodni proizvođač piva, postao vlasnik pivovare. Kao uspješan i značajan dio kompanije, Karlovačka pivovara 10. prosinca  2014. godine preuzima ime Heineken Hrvatska d.o.o. Kompanija drži čvrsto drugo mjesto na  hrvatskom tržištu piva i svoje proizvode izvozi u Austriju, Bosnu i Hercegovinu, Kosovo, Nizozemsku, Slovačku, Sloveniju i Švedsku.

## Zanimljivosti
Kompanija svojim brandovima zadovoljava različite potrebe potrošača, te ih se stalno trudi pozitivno iznenađivati inovacijama - novim proizvodima, okusima, pakiranjima te atraktivnim promocijama. 
U 2015. i 2016. godini predstavili su Karlovačko Nepasterizirano Retro, posebna piva Affligem i Brand IPA, posebno izdanje Karlovačko Limun Natur Radlera koje u sebi sadrži limune s Visa, te novi okus cidera Strongobw – Dark Fruit odnosno crni ribiz. Neke od promocija i sponzorstava našeg Karlovačkog su: Karlovačko korner, Rock Off, Heineken sponzorstvo i aktivacije Lige prvaka i Ultra Europe, James Bond itd. 
Važni su im odnosi s lokalnom zajednicom te redovito sponzoriramo i pomažemo događanja poput Riječnog kina uz Karlovačko, Dana piva, Ivanjskog krijesa, Međunarodnog sajma folklora, Sajma vlastelinstva, Karlovačkog cenera, Kunstbunkera i mnogih drugih lokalnih inicijativa. 2014. je godine kompanija s partnerima, tvrtkama Slavonija slad i Poljoprivredno prehrambenim kompleksom (PPK) te Poljoprivrednim institutom Osijek pokrenula inicijativu nabave domaćeg ječma za proizvodnju Karlovačkog i njegovih ekstenzija. Rezultat te suradnje je da se Karlovačko pivo u cijelosti proizvodi od hrvatskog ječma, pri čemu se stalno provode kontrole kvalitete jer ječam mora zadovoljavati visoke standarde kvalitete kompanije. U ožujku 2016. godine osnovan je i Klub proizvođača ječma Karlovačko, koji okuplja 27 proizvođača ječma, a cilj mu je kroz organizaciju edukacija i drugih sadržaja doprinijeti održivosti proizvodnje domaćeg ječma te razvoju hrvatske poljoprivrede općenito. 
U 2015. godini pokrenuta je i inicijativa nabave domaćih mandarina čiji sok se koristi u poizvodnji Karlovačko Radlera. Karlovačko Leđero Natur Radler sadrži sok od neretvanskih mandarina, a na početku sezone predstavljena je i limitirana ljetna edicija Karlovačko Limun Natur Radlera s viškim limunom. Karlovačko Natur Radleri spravljeni su od prirodnih sastojaka i ne sadrže konzervanse i umjetne boje.

## Vanjske poveznice
- Karlovačka pivovara Hrvatska tehnička enciklopedija, portal hrvatske tehničke baštine. LZMK